# Cernuella aradasii
Cernuella aradasii е вид охлюв от семейство Hygromiidae. Видът е критично застрашен от изчезване.

## Разпространение и местообитание
Разпространен е в Италия (Сицилия).
Обитава места с песъчлива почва и дюни.